# 4-es főút (Magyarország)

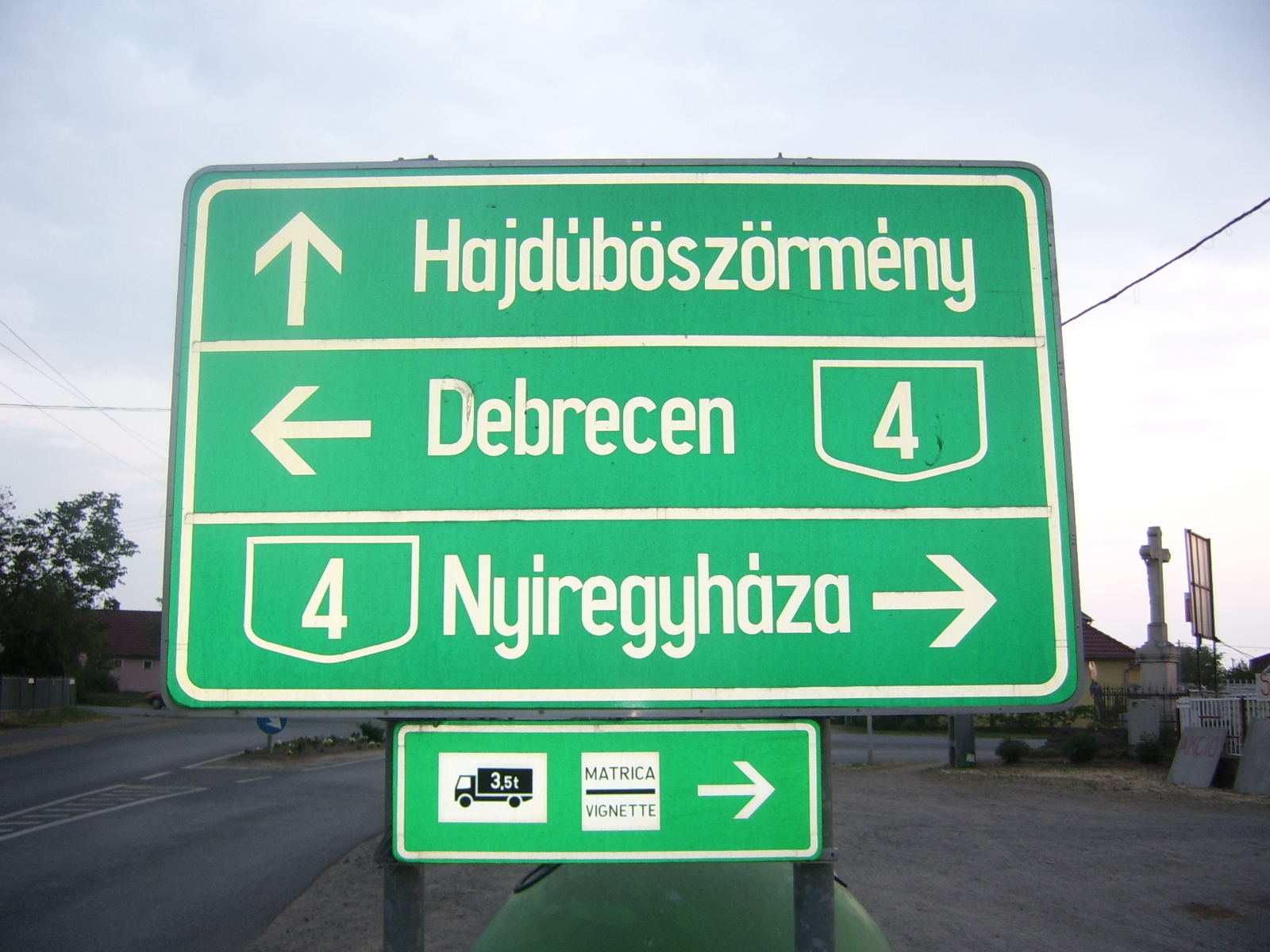
A 4-es főút kereszteződését jelző, útirányt adó tábla, Újfehértónál

A 4-es számú főút Magyarország leghosszabb közútja, amely Budapesttől Záhonyig ér.

## Útvonala
Budapestről indulva az Alföldön halad délkeleti irányban, Szolnoknál kicsit északabbra fordul, így szeli át az Alföldet Debrecenig. Debrecen előtt találkozik az M35-ös autópályával majd a várost átszelve északnak fordul és folytatja útját. Nyíregyháza előtt találkozik az M3-as autópályával, majd a várost átszelve, immár északkeleti irányban halad tovább és éri el Záhonynál az ukrán határt.
Megépülése után az M4-es autóút fogja tehermentesíteni a főút Püspökladányig tartó szakaszát. A további, körülbelül 170 kilométeres szakaszon pedig elkerüli az összes települést. Kivételt képez ez alól Debrecen, Bocskaikert és Nyíregyháza, melyeken ugyan áthalad a főút, azonban Debrecen, Bocskaikert esetében az M35-ös autópálya-354-es főút útvonalon, Nyíregyháza esetében pedig az M3-as autópályán és a  403-as főúton keresztül lehet elkerülni a várost. 
Az M35-ös és az M3-as autópálya díjköteles 2015 óta.  
- Az M35-ös autópálya országos, illetve Hajdú-Bihar vármegyei e-matricával vehető igénybe.
- Az M3-as autópálya érintett szakasza országos, illetve Szabolcs-Szatmár-Bereg vármegyei e-matricával vehető igénybe.

A főút nyomvonala jelentősen megváltozott az M4-es autóút átadása után, mert a főút egy jelentős része, nagyjából 60 kilométer a jelenlegi és majdani gyorsforgalmi út nyomvonalán fut egy-egy település elkerülő szakaszaként. Ilyen például Vecsés és Üllő elkerülője, ami korábban a főút része volt, azonban 2020 februárjától, az autóút további szakaszainak átadása miatt visszakerült a településeken keresztül haladó nyomvonalára, ezáltal a 400-as főút megszűnt. Ezen kívül a jelenlegi és majdani gyorsforgalmi út nyomvonalán haladt a főút Albertirsa, Ceglédbercel, Cegléd, Abony, Törökszentmiklós, valamint Kisújszállás elkerülő szakaszain is. 

## Története
1934-ben a kereskedelem- és közlekedésügyi miniszter 70 846/1934. számú rendelete a Budapesttől Püspökladányig húzódó szakaszát elsőrendű főúttá nyilvánította, a maival egyező 4-es útszámozással [utána a 4-es főút Biharkeresztesig folytatódott]. Püspökladánytól Debrecenig tartó mai szakasza akkor másodrendű főútként az amúgy egészen Beregsurányig vezető 37-es főút része lett, míg a Debrecentől északra eső szakasz szintén másodrendű főútként a Berettyóújfalutól Záhonyig vezető 36-os főút része lett. Az akkori nyomvonal lényegében csak annyiban tért el a maitól, hogy az még áthaladt az útjába eső települések többségén, míg a jelenlegi több helyen hosszabb-rövidebb elkerülő szakaszokat is tartalmaz. Ilyen helyeken a régi, elkerült nyomvonal-szakaszok többnyire négy számjegyű mellékúti besorolást kaptak vagy önkormányzati utakká alakították őket.
A második világháború idején, az első és második bécsi döntések utáni időszakban szükségessé vált a korabeli 4-es főút meghosszabbítása az igen jelentős kiterjedésű visszacsatolt, partiumi és erdélyi területeken: azokban az években a Berettyóújfalutól Nagyvárad-Bánffyhunyad-Kolozsvár-Dés-Szeretfalva-Szászrégen-Maroshévíz-Csíkszereda-Sepsiszentgyörgy-Kökös felé továbbvezető útvonal is ezt az útszámozást viselte.
Egy dátum nélküli, feltehetőleg 1950 körül (de még Nagy-Budapest megalakítása előtt) készült közúthálózati térkép már gyakorlatilag a teljes mai hosszában elsőrendű főútként tünteti fel, s a maival egyező útszámozással.

## Lásd még
- M4-es autóút (Magyarország)
- E60 (európai út)
- E573 (európai út)